# Herbert Abel
Herbert Wilhelm Christian Abel (* 8. März 1911 in Bremen; † 17. Juni 1994 ebenda) war ein deutscher Geograph und Museumsdirektor in Bremen.

## Biografie
Herbert Abel wurde 1911 in Bremen als Sohn des Handlungsgehilfen Franz Wilhelm Abel und dessen Ehefrau Helene Albertine Margarethe Abel, geborene Schultz, in Bremen geboren. Er besuchte dort die Schule und studierte Naturwissenschaften und Geographie an der Universität Freiburg und an der Universität Frankfurt am Main. Er wurde 1936 in Frankfurt am Main zum Dr. phil. nat. promoviert. Er begann unter der Leitung von  Museumsdirektor Carl Friedrich Roewer seine Tätigkeit am Überseemuseum Bremen; er war 1937 Assistent und 1938 Abteilungsvorsteher für Völker- und Handelskunde.
Für eine Denkschrift über Bremens koloniale Leistungen und Aufgaben, die der Bremer NS-Bürgermeister Heinrich Böhmcker in Auftrag gab, verfasste Abel ein 15-seitiges Essay über „Bremen und die deutschen Kolonien“, „der historische Exkurs stand ganz im Zeichen der kolonialrevisionistischen Propaganda. Er wertete den Wiederaufbau der Verbindungen in die Kolonien durch die Bremer Wirtschaft in den 1920er-Jahren als Zeichen dafür, wie wichtig und notwendig der Kolonialhandel für Bremen sei.“
Nach seinem Kriegseinsatz im Zweiten Weltkrieg kehrte er Mitte 1945 zurück. Er leitete dann kommissarisch das Übersee-Museum und wurde zwischen 1946/1947 als ehemaliges Mitglied der NSDAP vorübergehend suspendiert. Der Enttarner nationalsozialistischer Täter Alfred Nawrath, auf Veranlassung der amerikanischen Militärregierung ernannter Leiter der bremischen Behörde für Kunst und Wissenschaft, bescheinigte Abel, ein rein nominelles Parteimitglied gewesen zu sein, hielt ihn fachlich für unentbehrlich und übersah Abels Verbindungen zum nationalsozialistischen Kolonialrevisionismus. Abel „bedankte“ sich 1949 in dem er Nawrath als fachlich für ungeeignet für den Posten des Direktors des Übersee-Museums bezeichnete.
1952 und 1956 führte er zwei Forschungsreisen nach Südwestafrika. Von 1960 bis 1975 war er Präsident der Wissenschaftsgesellschaft Wittheit zu Bremen und ab 1960 Präsident der Deutschen Afrika-Gesellschaft. Von 1968 bis 1976 war er auch Vorsitzender des Rundfunkrates von Radio Bremen.
Von 1971 bis zu seiner Pensionierung 1975 war er Direktor des Übersee-Museums. Am 2. April 1975 wurde er mit der Senatsmedaille für Kunst und Wissenschaft der Freien Hansestadt Bremen ausgezeichnet.
Herbert Abel war seit 1938 verheiratet mit Adele Abel, geborene Bavendam. Aus der Ehe gingen eine Tochter und zwei Söhne hervor, darunter der Übersetzer Jürgen Abel.

## Veröffentlichungen in Auswahl
- Die Besiedlung von Geest und Marsch am rechten Weserufer bei Bremen, Bremen [1933], 1933 (Frankfurt, Naturwiss. Diss., 1932)
- Sonderdruck: Der Wiederaufbau des Museums für Natur-, Völker- und Handelskunde in Bremen, Bremen 1950
- Beiträge zur Landeskunde des Kaokoveldes (Südwestafrika), Bremen, Trüjen, 1954
- Naturvölker zwischen Pol und Äquator, Berlin [u. a.], Schroedel 1955
- Beiträge zur Morphologie der Großen Randstufe im südwestlichen Afrika, 1959
- Deutsche Afrikawissenschaft. Stand und Aufgaben; Vorträge einer Tagung, hrsg. vom Wiss. Ausschuß d. Dt. Afrika-Ges. durch Herbert Abel. ,Köln, Verl. Dt. Wirtschaftsdienst 1962
- Carl-Friedrich Roewer zum Gedächtnis, in: Veröffentlichungen aus dem Überseemuseum Bremen. Reihe A, Naturwissenschaften / Übersee-Museum Bremen (1965). - Bremen, 1949–1990, ISSN 0068-0885, ZDB-ID 202116-X
- Die Bremer Hanse-Kogge – Ein Schlüssel zur Schiffahrtsgeschichte, 1968
- Vom Raritätenkabinett zum Bremer Überseemuseum. Bremen, Röver 1970
- Commercielle Pionierfahrten zur westsibirischen Eismeerküste (1876–1884). In: Jahrbuch der Wittheit zu Bremen. Band XXII, Bremen 1978 Überseemuseum
- Gerhard Rohlfs : Leben und Werk, Nachdr. von 1986, Bremen, Museum Schloß Schönebeck 1995